# サンタンティーオコ
サンタンティーオコ（イタリア語: Sant'Antioco, サルデーニャ語:Sant'Antiògu）は、イタリア共和国サルデーニャ州南サルデーニャ県にある、人口約11,000人の基礎自治体（コムーネ）。

## 地理

### 位置・広がり

#### 隣接コムーネ
隣接するコムーネは以下の通り。
- カラゼッタ
- サン・ジョヴァンニ・スエルジュ